# Sinodidymella
Sinodidymella — рід грибів родини Dacampiaceae. Назва вперше опублікована 1985 року.

## Класифікація
Згідно з базою MycoBank до роду Sinodidymella відносять 5 офіційно визнаних видів:
- Sinodidymella americana
- Sinodidymella hesperia
- Sinodidymella occidentalis
- Sinodidymella utahensis
- Sinodidymella verrucosa